# Билл Таннер
Билл Та́ннер (англ. William “Bill” Tanner) — персонаж романов и фильмов о Джеймсе Бонде, начальник управления персонала МИ-6.
В книгах фигурирует как стойкий союзник Бонда по службе и его друг; часто играет с ним в гольф. Будучи семейным человеком, Таннер немного завидует свободе Бонда.
В романах Яна Флеминга Билл Таннер появляется нечасто, но с регулярностью встречается в поздних продолжениях серии — романах Джона Гарднера.
Кинобондиана:
| Фильм                        | Год  | Актёр                              |
| ---------------------------- | ---- | ---------------------------------- |
| Человек с золотым пистолетом | 1974 | Майкл Гудлифф (в титрах не указан) |
| Только для твоих глаз        | 1981 | Джеймс Вильерс                     |
| Золотой глаз                 | 1995 | Майкл Китчен                       |
| И целого мира мало           | 1999 | Майкл Китчен                       |
| Квант милосердия             | 2008 | Рори Киннир                        |
| 007: Координаты «Скайфолл»   | 2012 | Рори Киннир                        |
| 007: Спектр                  | 2015 | Рори Киннир                        |
| Не время умирать             | 2021 | Рори Киннир                        |

В фильме «Человек с золотым пистолетом» персонаж произносит всего две строчки и не указан в титрах. В фильме «Только для ваших глаз» Таннер, по существу, замещает отсутствующего M — ставит задачу Бонду, распекает его за гибель Гонзалеса. В фильме «Золотой глаз» появляется в одном, а в фильме «И целого мира мало» — в четырёх коротких эпизодах. Начиная с фильма «Квант милосердия» Таннер стал появляться в каждом фильме в одной из центральных ролей (наравне с Бондом, М, Манипенни и Q).